# Sân bay quốc tế Sunan
Sân bay quốc tế Sunan (IATA: FNJ, ICAO: ZKPY) là sân bay chính phục vụ Bình Nhưỡng của Bắc Triều Tiên, cách trung tâm thành phố 24 km.
Sunan có hai đường băng, đường băng lớn hơn (01/19) chủ yếu phục vụ các chuyến bay quốc tế, đường kia phục vụ các tuyến nội địa và dân sự. Sân bay hoạt động từ 6h-22h vào mùa Hè và 7h-21h mùa Đông. Đây là sân bay trung tâm của hãng Air Koryo - hãng duy nhất hoạt động thường xuyên tại sân bay này. Năm 2000, Aeroflot đã ngưng các chuyến bay hàng tuần giữa sân bay này và Moskva do ít khách, đây là hãng quốc tế hoạt động theo lịch trình cuối cùng rút hoạt động của mình khỏi sân bay này ngoại trừ hãng China Southern Airlines cung cấp các chuyến bay thuê bao đến và đi Thẩm Dương nhưng chỉ vào mùa cao điểm nhưng đã thông báo sẽ rút vĩnh viễn từ tháng 11/2006. Mandarin Airlines và Far Eastern Air Transport tuy nhiên lại cung cấp các chuyến bay thuê bao giữa Đài Bắc và Bình Nhưỡng vào mùa Hè (tháng 6 - tháng 8). Korean Air và Asiana Airlines đã từng cung cấp các chuyến thuê bao đến sân bay Quốc tế Incheon từ Bình Nhưỡng nhưng chuyến bay trở về do hãng Air Koryo cung cấp. Các chuyến bay này phục vụ thăm thân nhân và các di tích lịch sử của người Hàn Quốc nhưng đã gián đoạn sau khi Bắc Triều Tiên cấm người Hàn Quốc vào Bắc Triều Tiên mà không có giấy phép chính thức năm 1999.

## Lịch sử

### Quá trình ban đầu
Trong thời kỳ Nhật bản cai trị, hai sân bay đã được xây dựng tại Bình Nhưỡng.Căn cứ Không quân Bình Nhưỡng được Đế quốc Nhật Bản xây dựng những năm 1940 và vẫn được sử dụng cho đến những năm 1950. Sân bay thứ hai - sân bay Mirim, cũng được các lực lượng của Đế quốc Nhật Bản xây dựng vào những năm 1950. Sau Thế chiến II, do nhu cầu về một sân bay mới hơn đã nảy sinh, và sân bay quốc tế Sunan được khởi công xây dựng. Song, Bình Nhưỡng.Căn cứ Không quân Bình Nhưỡng được giải thể thành khu tập trung cơ quan chính phủ và khu dân cư, còn sân bay Mirim vẫn tồn tại dưới dạng sân bay quân sự.
Trong Chiến tranh Triều Tiên ( 1950-1953 ), lực lượng Liên Hợp Quốc đã đánh chiếm sân bay này trong vòng 7 tuần vaò cuối năm 1950, khi lực lượng này chuyển một lượng lớn hàng tiếp tế đến Sunan bằng đường hàng không. Ngày 13 tháng 5 năm 1953, sân bay đã bị ngập lụt sau khi Không quân Hoa Kì ném bom vào đập Toksan. Sau khi một hiệp định đình chiến được ký kết, hai tháng sau chính quyền Triều Tiên đã bắt đầu sửa chữa và mở rộng sân bay 
Hãng hàng không Liên Xô Aeroflot đã bay đến Moscow và Khabarovsk vào những năm 1980.  Vào những năm 1990, Air Koryo cũng cung cấp các chuyến bay thẳng đến Moscow , tiếp tục đến Berlin và Sofia
Trong Lễ hội Thanh niên và Sinh viên Thế giới lần thứ 13 năm 1989 được tổ chức tại Bình Nhưỡng, một tòa nhà nhà ga tạm thời đã được dựng lên đặc biệt để đón tiếp những người tham dự quốc tế của lễ hội.

## Các hãng hàng không và điểm đến
| Hãng hàng không | Các điểm đến                                                 |
| --------------- | ------------------------------------------------------------ |
| Air China       | Bắc Kinh                                                     |
| Air Koryo       | Bắc Kinh, Chongjin, Macau, Samjiyon, Thẩm Dương, Vladivostok |